# Марко Шукарев
Марко Георгиев Шукарев е българин от Сърбия, председател на партия Демократически съюз на българите.

## Биография
Д-р Марко Шукарев е роден през 1946 г. в Цариброд. Баща му Георги Шукарев е френски възпитаник, педагог и преподавател по музикално изкуство в Царибродската гимназия и създател на Гимназиалния духов оркестър, пренесъл името и славата на црибродските училища. Чичо му Марко Шукарев е убит от сръбските власти в Цариброд през 1930 г., дядо му по майчина линия Игнат Милошев е бил затварян и инквизиран от сръбската жандармерия с обвинението, че е участвал в атентата през 1937 г. на жп линията при Гоин дол, Царибродско, и след излизането си от затвора умира.
Марко Шукарев е завършил българска гимназия в Цариброд, след което следва медицина в медицинския факултет на Нишкия университет. Специализира акушерство и гинекология. Работи в Царибродската болница. Има син и дъщеря, които следват медицина и стоматология в Пловдив.
През 1990-те години става активен член на Демократичния съюз на българите в Югославия, а след това и негов дългогодишен лидер.
При удара на НАТО над Сърбия през март-юни 1999 г. д-р Марко Шукарев е незабавно мобилизиран, а след това арестуван и хвърлен в Нишкия военен затвор, където е подложен от сръбската държавна сигурност на системен психически тормоз и малтретиране.
Той е единственият политически затворник по време на режима на Милошевич, в чието освобождаване се намесва българската държава, както и най-авторитетните международни организации. Участва в срещите по въпроса на българското малцинство с Тадеуш Мазовецки, Мисията на ОССЕ, Хелзинкския парламент, среща се с дипломати и правозащитници от Европа и САЩ.